# Dorfstetten
Dorfstetten település Ausztriában, Alsó-Ausztria tartományban, a Melki járásban. Tengerszint feletti magassága 740 méter, területe 33,09 km².

## Elhelyezkedése
Dorfstetten Sankt Georgen am Walde, Bärnkopf, Yspertal, Sankt Oswald, Waldhausen im Strudengau és Dimbach településekkel határos.

## Népesség
| 2016 | 572 |
| 2018 | 584 |